# Otto Brieger
Otto Brieger (* 25. September 1835 in Hermsdorf am Kynast, Landkreis Hirschberg im Riesengebirge, Provinz Schlesien; † 7. Oktober 1904 in Schwiebus, Landkreis Züllichau-Schwiebus, Provinz Brandenburg) war ein deutscher Lehrer, Organist und Komponist.
Otto Brieger war ab 1865 Lehrer und Organist in Schwiebus. Von seiner Arbeit als Komponist sind vor allem Choralvorspiele überliefert.

## Werke
- 73 Orgel-Vorspiele zu bekannten Chorälen der evangelischen Kirche op. 1
- Präludien – Album op. 2
- Postludien – Album op. 3
- 285 Choralvorspiele